# Memorial Philippe Van Coningsloo
Il Memorial Philippe Van Coningsloo è una corsa in linea maschile di ciclismo su strada che si disputa annualmente tra Wavre (Brabante Vallone) e Bonheiden (Anversa), in Belgio. Dal 2005 è inserito nel calendario dell'UCI Europe Tour come evento di classe 1.2.

## Albo d'oro

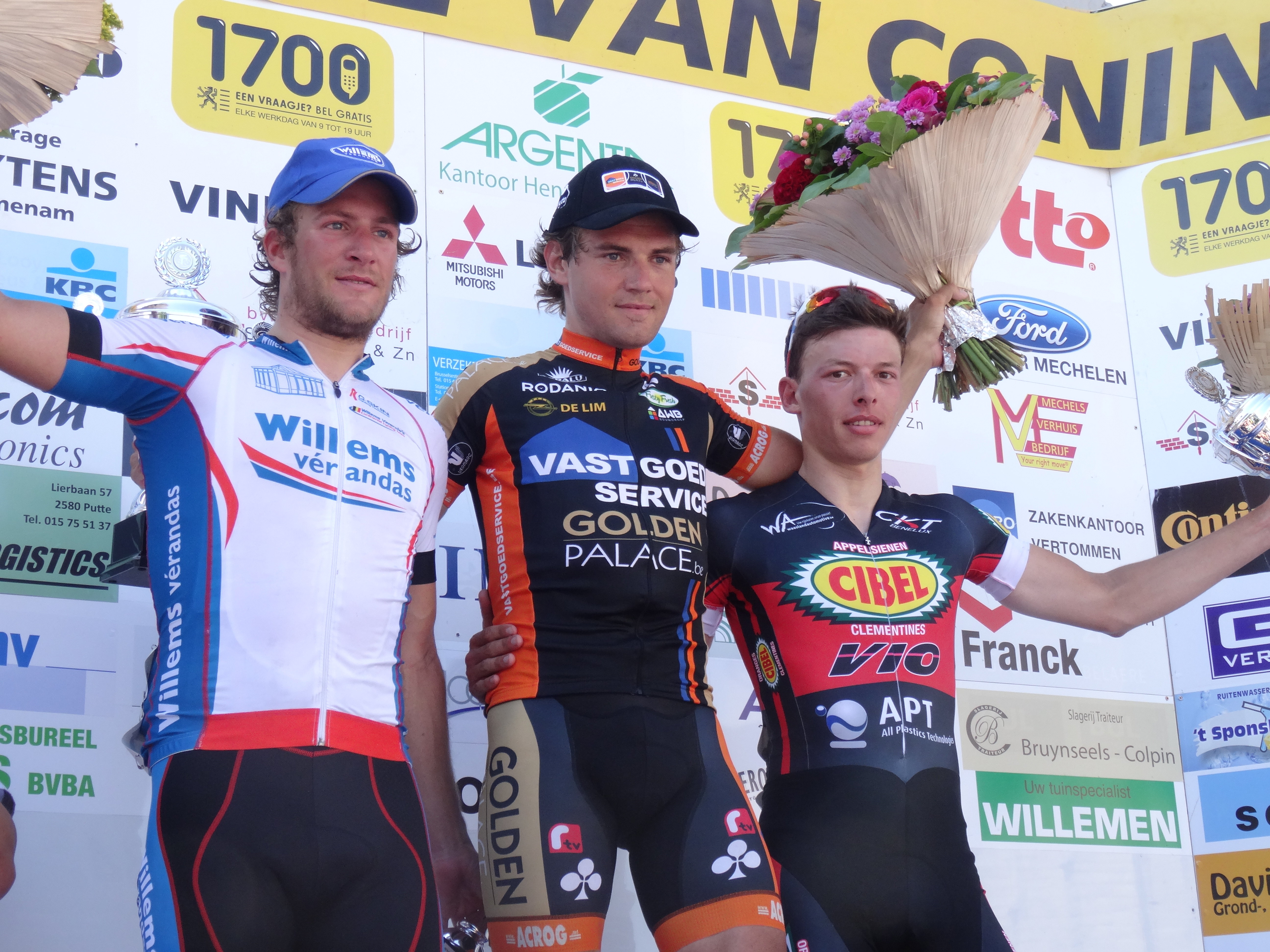
2014 : Nicolas Vereecken (2e), Rob Ruijgh (1) & Oliver Naesen (3).

Aggiornato all'edizione 2023.
| Anno | Vincitore                                           | Secondo                                             | Terzo                                               |
| ---- | --------------------------------------------------- | --------------------------------------------------- | --------------------------------------------------- |
| 1993 | Gert Van Brabant                                    | Walter Van Den Branden                              | Pierre Mortier                                      |
| 1994 | Koen Heremans                                       | Peter Willemsens                                    | Johnny Macharis                                     |
| 1995 | Pascal Triebel                                      | Jurgen Van Roosbroeck                               | Kristof Trouve                                      |
| 1996 | Romeo Hernandez                                     | Juris Silovs                                        | Romāns Vainšteins                                   |
| 1997 | Geert Verdeyen                                      | Marc Patry                                          | Steven Van Aken                                     |
| 1998 | Gianni Rivera                                       | Peter Van Hoof                                      | Dirk Aernouts                                       |
| 1999 | Raimundas Vilcinskas                                | Saulius Ruškys                                      | David Willemsens                                    |
| 2000 | Gert Claes                                          | Yoeri Beyens                                        | Koen Heremans                                       |
| 2001 | David Meys                                          | Sébastien Rosseler                                  | Pieter Uytterhoeven                                 |
| 2002 | Peter Van Agtmaal                                   | Bart De Spiegelaere                                 | Kevin Van Der Slagmolen                             |
| 2003 | Frederik Veuchelen                                  | Pieter Uytterhoeven                                 | Nico Indekeu                                        |
| 2004 | Bart Heirewegh                                      | Davy Daniels                                        | Maksim Iglinskij                                    |
| 2005 | Hans Dekkers                                        | William Grosdent                                    | Maxime Vantomme                                     |
| 2006 | Kevin Maene                                         | Huub Duyn                                           | Bjorn Coomans                                       |
| 2007 | Frederiek Nolf                                      | Ken Vanmarcke                                       | Christof Van Heerden                                |
| 2008 | Stijn Joseph                                        | Jonathan Henrion                                    | Kevin Peeters                                       |
| 2009 | Gediminas Bagdonas                                  | Sven Nevens                                         | Evert Verbist                                       |
| 2010 | Dries Hollanders                                    | Olivier Pardini                                     | Kevin Van Melsen                                    |
| 2011 | Andrew Fenn                                         | Dries Depoorter                                     | Alphonse Vermote                                    |
| 2012 | Gediminas Bagdonas                                  | Benjamin Verraes                                    | Stan Godrie                                         |
| 2013 | Michael Vink                                        | Petr Vakoč                                          | Nicolas Vereecken                                   |
| 2014 | Rob Ruijgh                                          | Nicolas Vereecken                                   | Oliver Naesen                                       |
| 2015 | Robin Stenuit                                       | Fredrik Strand Galta                                | Timothy Stevens                                     |
| 2016 | Timothy Dupont                                      | Enzo Wouters                                        | Rob Leemans                                         |
| 2017 | Yves Coolen                                         | Stijn De Bock                                       | Ross Lamb                                           |
| 2018 | Gustav Höög                                         | Nathan Draper                                       | Jacques Sauvagnargues                               |
| 2019 | Gerben Thijssen                                     | Rory Townsend                                       | Charles Page                                        |
| 2020 | annullata per la Pandemia di COVID-19 del 2019-2021 | annullata per la Pandemia di COVID-19 del 2019-2021 | annullata per la Pandemia di COVID-19 del 2019-2021 |
| 2021 | annullata per la Pandemia di COVID-19 del 2019-2021 | annullata per la Pandemia di COVID-19 del 2019-2021 | annullata per la Pandemia di COVID-19 del 2019-2021 |
| 2022 | Cameron Scott                                       | Jelle Vermoote                                      | Matúš Štoček                                        |
| 2023 | Gianluca Pollefliet                                 | Max Kroonen                                         | Cedric Pries                                        |
| 2024 | annullata'                                          | annullata'                                          | annullata'                                          |